# هونتلاند (تنسی)
هونتلاند(به انگلیسی: Huntland) شهری در ایالت تنسی کشور ایالات متحده آمریکا است که جمعیت آن در سرشماری سال ۲۰۱۰ میلادی، ۸۷۲ نفر بوده‌است.